# Paraona fukiensis
Paraona fukiensis är en fjärilsart som beskrevs av Daniel 1952. Paraona fukiensis ingår i släktet Paraona och familjen björnspinnare. Inga underarter finns listade i Catalogue of Life.